# Размешиватель

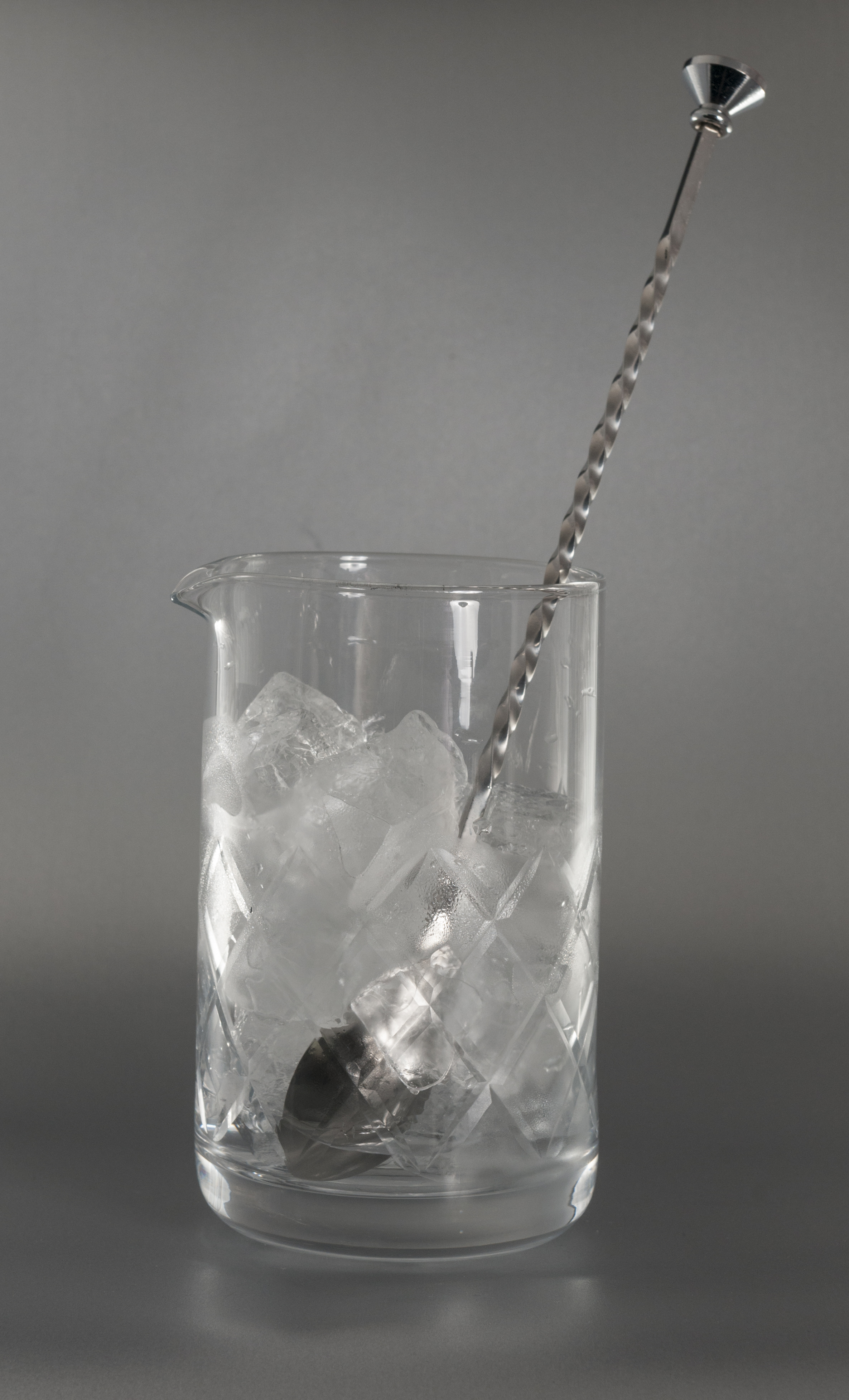
Мешалка

Размешиватель (разг. мешалка) - палочка для смешивания жидкостей. Размешиватели относятся как к профессиональной деятельности барменов и бариста, так и к деятельности химиков. С аналогичным значением, но применяемым к изделиям самых разных форм и типов, он также используется в области чёрной металлургии .

## Мешалка для коктейлей
Мешалка для коктейлей, или даже мешалка для напитков, но чаще просто мешалка — это инструмент, используемый барменом для приготовления коктейлей и других напитков. Он состоит из стального или пластикового стержня с выпуклым концом или шпателя с функцией, аналогичной длинной ложке (точнее, барной ложке). Он в основном используется для смешивания напитков и льда внутри стакана для смешивания, избегая смешивания их непосредственно путем «встряхивания» шейкера, что может привести к потере их аромата. Существуют различные типы, длины и материалы, в том числе созданные известными дизайнерами (например, из зеркально полированной стали, изготовленные Этторе Соттсассом для оригинального магазина инструментов Alessi). Иногда их кладут в стаканы клиентов; в этом случае они используются не только для смешивания контента, но и приобретают эстетическую (если даже не рекламную) ценность.
С распространением торговых автоматов по продаже кофе, чая, молока и других горячих напитков в общественных местах, офисах, а теперь и на семейном уровне термин «мешалка» также начал использоваться для обозначения одноразовых мешалок, обычно пластиковых, но иногда также деревянных, которыми можно размешивать сахар или другие подсластители в таких напитках.

## Лабораторный размешиватель
Лабораторные размешиватели, иногда также называемые «прецизионными», изготавливаются из стекла и ПТФЭ (политетрафторэтилен); их применяют для смешивания или предотвращения коагуляции жидкостей, кристаллов, твердых взвесей и различного рода реагентов, находящихся в вазах и ёмкостях (относительно длинных и узких) химических лабораторий, и, если они снабжены специальными градуированными шкалами, для контроля их температуры (или других характеристик). Однако современные электронные технологии имеют тенденцию включать «научные» размешиватели в устройства, которые явно более сложны в работе и внешнем виде по сравнению с оригинальными и очень простыми стеклянными стержнями, очень похожими на их стержневые аналоги. Поэтому уже встречаются такие устройства, как цифровой размешиватель, электронный размешиватель или, среди самых известных, магнитный размешиватель.

## Электромагнитный размешиватель
Электромагнитный размешиватель, используемый в чёрной металлургии, представляет собой электрическую машину, разработанную для создания вращающегося магнитного поля с относительным потоком внутри расплавленной стали, особые характеристики которого вызывают повсеместное охлаждение и, следовательно, большую однородность затвердевания. металла в процессе непрерывной разливки. Полученная таким образом сталь в меньшей степени подвержена поверхностным или внутренним дефектам, которые снижают или ставят под угрозу металлургические характеристики конечного продукта и его последующую обрабатываемость.